# Reginald Thomas Tower

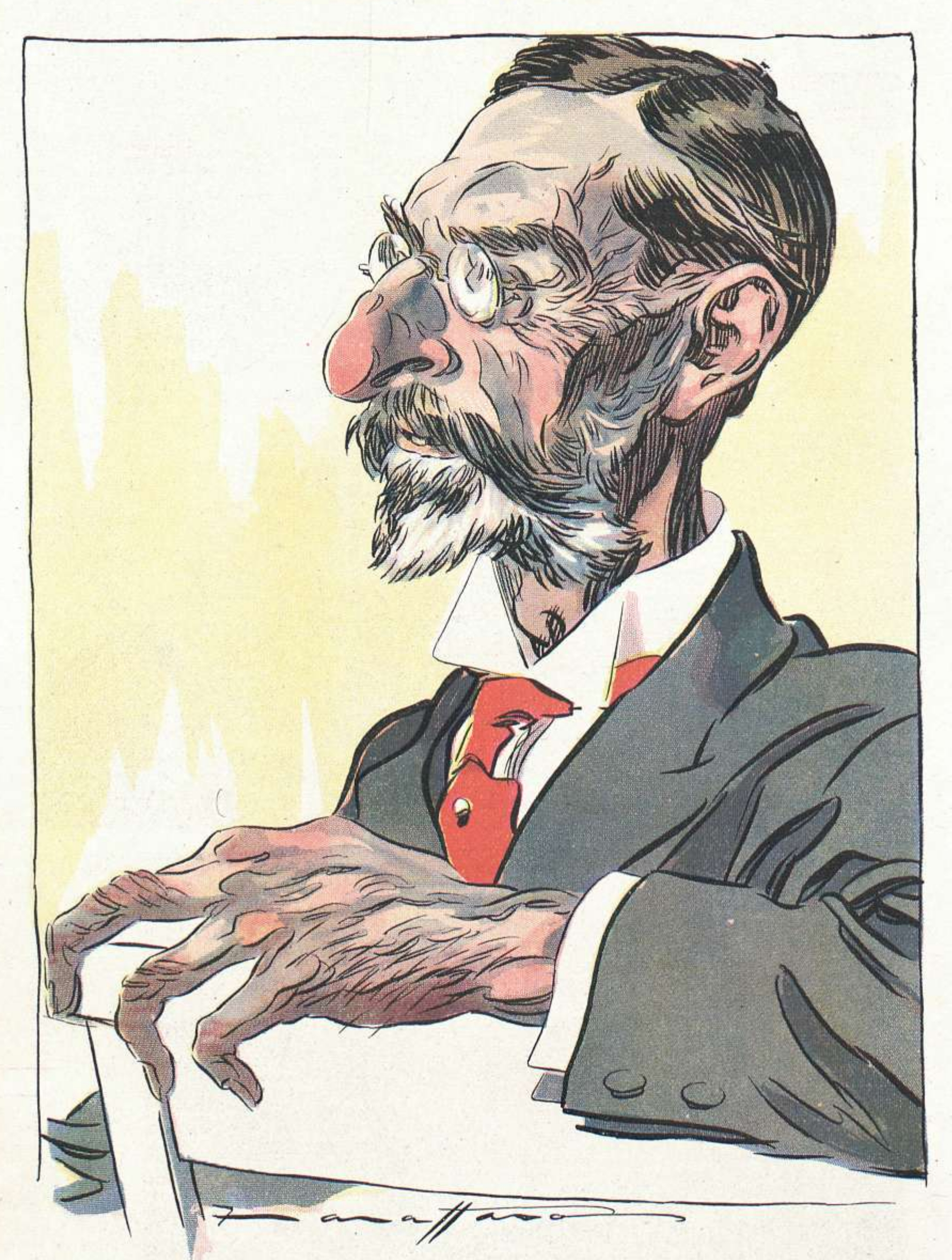
Reginald Th. Tower (Caras y Caretas, 1911)

Sir Reginald Thomas Tower KCMG CVO (* 1. September 1860; † 21. Januar 1939 bei Canterbury, England) war ein britischer Diplomat, der als Gesandter in Bayern (1903–1906), Botschafter in Mexiko (1906–1911) und Hoher Kommissar des Völkerbundes in der Freien Stadt Danzig (1919–1920) amtierte.
Nach Eintritt in das Diplomatische Corps diente Tower 1885 in Konstantinopel als Attaché. Sein Dienst führte ihn weiter nach Madrid, Berlin, Washington, Peking und Bangkok. Von 1903 bis 1906 diente er als Minister Resident des britischen Königreiches für das Königreich Bayern und das Königreich Württemberg. Ab 1906 war Tower Botschafter in Mexiko. Durch seine Spende 1907 wurde in Mexiko das erste Fußballturnier um seinen Pokal „Copa Tower“ ausgetragen. Tower verließ 1911 Mexiko und wurde am 19. Juni 1911 als Knight Commander des Order of St. Michael and St. George zum Ritter geschlagen. Seine neuen Posten waren in Argentinien und Paraguay.
Als erster Hoher Kommissar des Völkerbundes in der Freien Stadt Danzig amtierte Tower von 1919 bis 1920, wobei er anschließend in den Ruhestand wechselte.